# Georges Barillon
Pour les articles homonymes, voir Barillon.
Georges Barillon, né le 4 décembre 1901 à Senneçay (Cher) et mort le 1er septembre 1986 à Flogny-la-Chapelle (Yonne), est un homme politique français.

## Détail des fonctions et des mandats
Mandats parlementaires
- 8 mai 1967 - 30 mai 1968 : Député de la 2e circonscription de l'Yonne
- 13 mai 1968 - 16 septembre 1969 : Député de la 2e circonscription de l'Yonne
- 8 février 1971 - 1er avril 1973 : Député de la 2e circonscription de l'Yonne